# Henrik von Eckermann

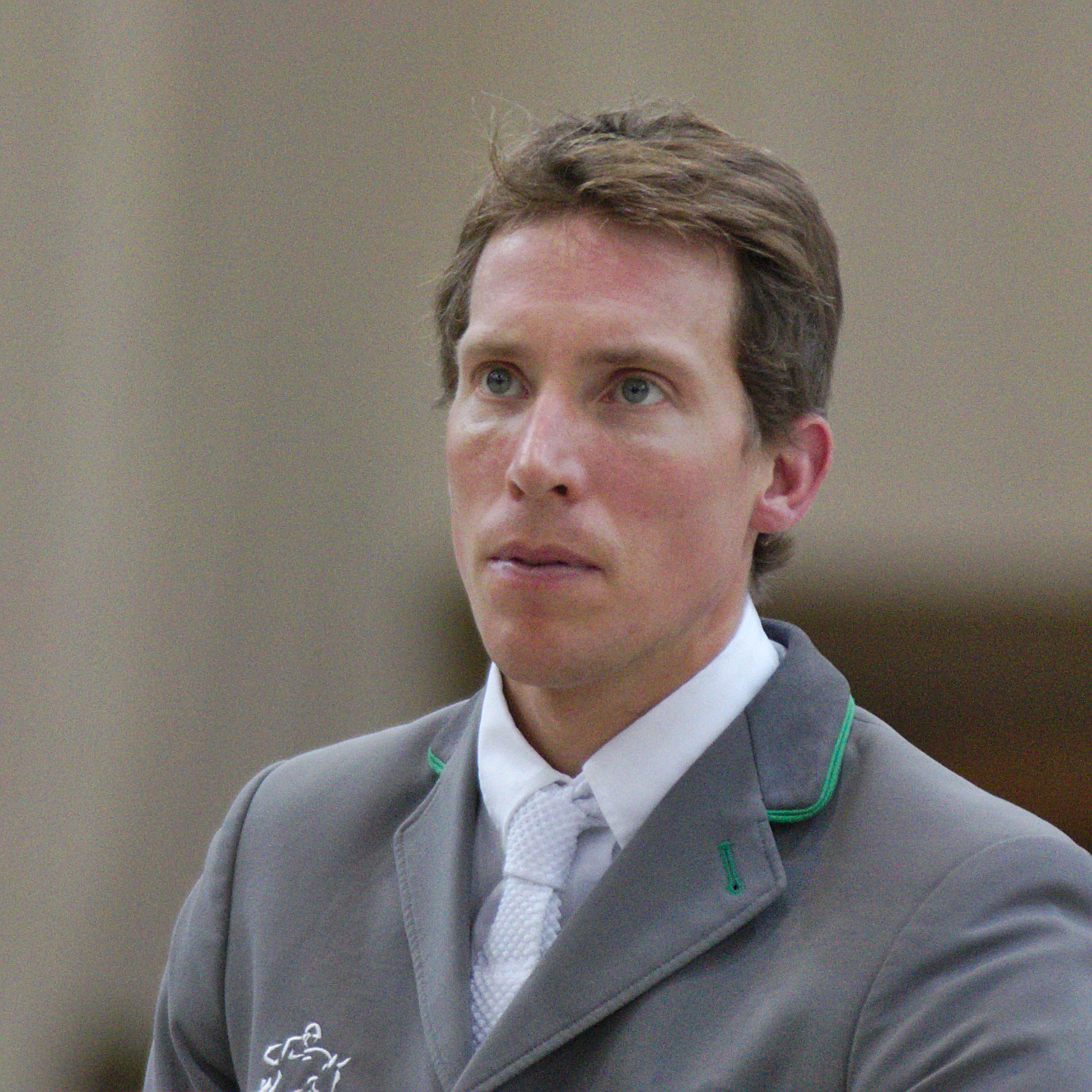
Henrik von Eckermann (2014)

Henrik von Eckermann (* 25. Mai 1981 in Nyköping) ist ein schwedischer Springreiter und Ehemann der Schweizer Springreiterin Janika Sprunger.

## Karriere

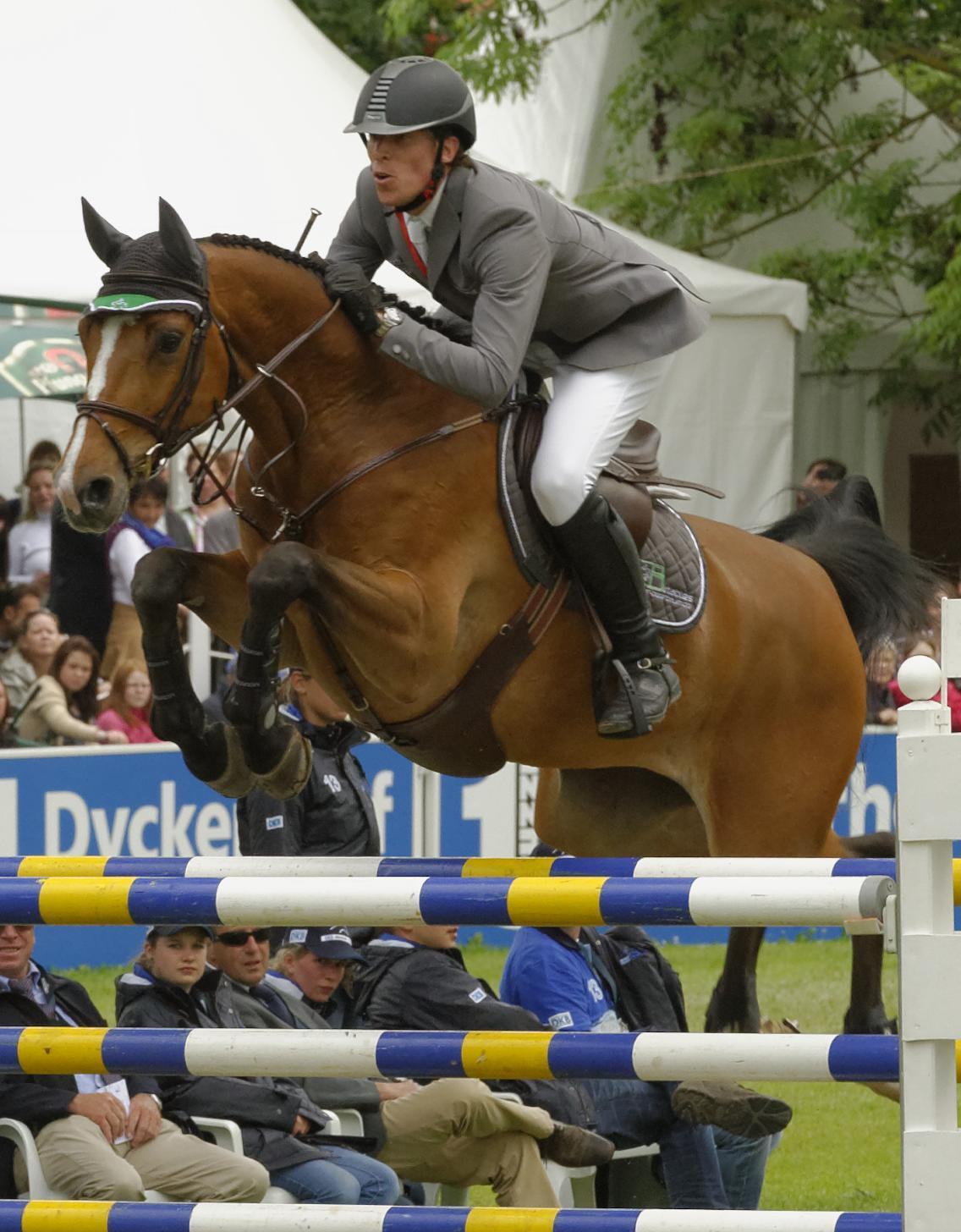
Henrik von Eckermann mit Caprys, CSI 5* Wiesbaden (2013)

Henrik von Eckermann wurde am 25. Mai 1981 in Schweden geboren. Er widmete sich nach seiner Beendigung einer betriebswirtschaftlichen Schule der Reiterei.
Von Eckermann war in den Jahren 2004 bis 2016 als Bereiter bei Ludger Beerbaum in Riesenbeck angestellt. Er fing dort zunächst mit der Ausbildung von jungen Pferden an und präsentierte den Nachwuchs bei Springpferdeprüfungen. Neben seiner Arbeit für Beerbaum reitet von Eckermann im schwedischen Kader, wo er Turniere wie dem CHIO 2008 in Aachen bestritt. Bei seiner ersten Teilnahme an einem kontinentalen Championat erreichte er mit Montender, dem ehemaligen Championatspferd von Marco Kutscher, als Teil der schwedischen Mannschaft den achten Platz in der Mannschaftswertung der Europameisterschaften 2009.
Seinen bisher größten Einzelerfolg erzielte von Eckermann bei den Europameisterschaften 2011, als er mit Coupe de Coeur Fünfter in der Einzelwertung wurde. Zudem war Henrik von Eckermann in den letzten Jahren einer der erfolgreichsten Reiter bei den Bundeschampionaten (2006 5-Jährige mit Captain Fire, 2009 3. Platz 6-Jährige mit Echt Stark, 2011 2. Platz 5-Jährige mit Forchello und 2011 1. Platz 6-Jährige mit Toulouse).
Bei seinen ersten Olympischen Spielen, die er 2012 mit Allerdings bestritt, erreichte er den 23. Rang in der Einzelwertung. Ende 2012 gewann er das Weltcupspringen in Mechelen mit Gotha.
Bei den Europameisterschaften 2013 gewann er mit der schwedischen Mannschaft die Bronzemedaille, an den Weltreiterspielen 2014 und den Europameisterschaften 2015 nahm er ebenfalls teil. Die Olympischen Spiele 2016, bei denen er mit Yajamila am Start war, schloss er mit ähnlichem Ergebnis wie vier Jahre zuvor ab.
Ab September 2016 ist von Eckermann selbstständig, er pachtete hierfür einen Stalltrakt in Wachtberg-Niederbachem bei Bonn.
Im Jahr 2017 gewann er bei den Europameisterschaften in Göteborg die Silbermedaille mit der Mannschaft. Im darauf folgenden Jahr wiederholte er diesen Erfolg bei den Weltmeisterschaften in Mill Spring. Bei den 2021 in Tokio ausgetragenen Olympischen Spielen gewann er die Goldmedaille mit der Mannschaft und wurden Vierter im Einzel. Bei den Weltmeisterschaften 2022 siegte er sowohl im Einzel als auch mit der Mannschaft.
Seit 2021 führt er gemeinsam mit Janika Sprunger die Reitanlage Cyor Stables in Kessel in den Niederlanden.

## Pferde

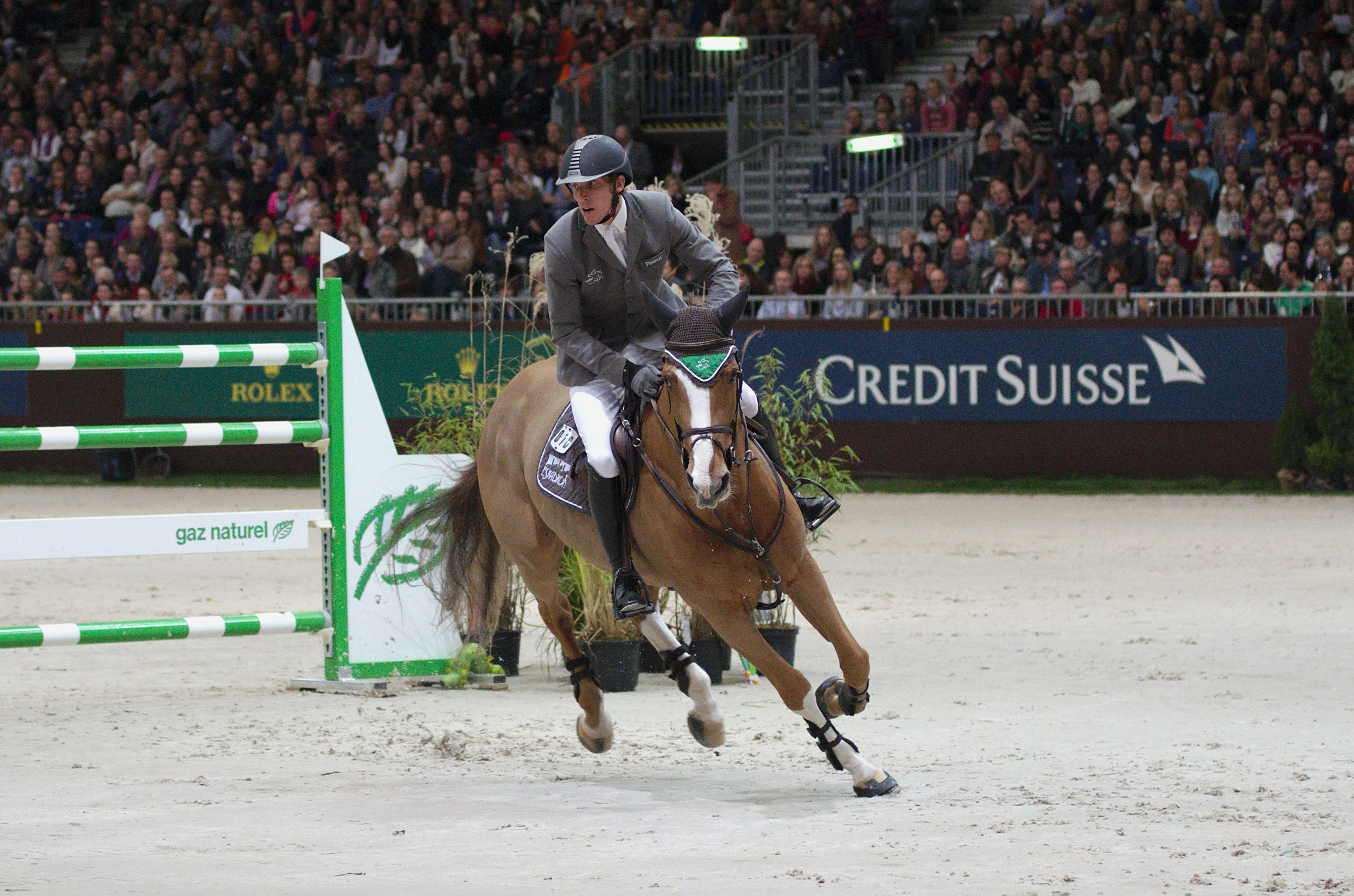
Henrik von Eckermann mit Gotha FRH beim CHI Genf 2014

### Aktuelle
- King Edward Ress (* 2010),  BWP-Fuchswallach, Vater: Edward 28, Muttervater: Feo, Besitzer: Dufour Stables AG[6]
- Calizi (* 2013),  DSP-Schimmelstute, Vater: Cellestial, Muttervater: Stakkatol[7]

- Glamour Girl (* 2011), braune  KWPN-Stute, Vater: VDL Zirocco Blue, Muttervater: Caletto I[8]
- Iliana (* 2013),  braune KWPN-Stute, Vater: Cardento 933, Muttervater: Gentleman[9]

### Ehemalige
- Gotha FRH (* 2001), Hannoveraner Fuchsstute, Vater: Goldfever I, Muttervater: Prestige Pilot, Besitzerin: Madeleine Winter-Schulze, bis 2016 von Henrik von Eckermann geritten
- Cantinero (* 2002, ursprünglicher Name: Chopin de Mariposa), brauner BWP-Wallach, Vater: Cento, Muttervater: Cash; 2012 und 2013 von Bassem Hassan Mohammed geritten, bis 2018 von Henrik von Eckermann geritten[10]
- Yajamila (* 2006), dunkelbraune SWB-Stute, Vater: Lux Z, Muttervater: Daimler, bis 2017 von Henrik von Eckermann geritten, danach von Rolf-Göran Bengtsson (bis 2018) und Karoline Goldberg[11]
- Catch me if you can (* 1999, heute: Jockey Club Can Do), brauner Holsteiner Wallach, Vater: Chambertin, Muttervater: Calypso I, seit 2008 von Kenneth Cheng geritten
- Al Bertino (* 2000), dunkelbrauner Holsteiner Wallach, Vater: Aloube Z, Muttervater: Caletto I, seit 2009 von Ann-Mari May geritten
- Frodo (* 2001), Westfale brauner Wallach, Vater: Falcone, Muttervater: Dinard L, seit November 2010 von Tony André Hansen geritten[12]
- Allerdings (* 2000), Westfale Fuchswallach, Vater: Arpeggio, Muttervater: Diamantino, bis 2009 von Debby Winkler geritten, bis Oktober 2011 von Marco Kutscher geritten, Anfang 2013 nach Dänemark verkauft[13][14][15], zuletzt im Oktober 2023 von Kylie Mellone im Sport eingesetzt
- L.B. Paola (* 1997), Westfale braune Stute, Vater: Polydor, Muttervater: Frühlingsball, bis Sommer 2009 von Susanne Behring geritten, bis Anfang 2010 von Florian Meyer zu Hartum geritten
- Coupe de Coeur (* 1997), Holsteiner Schimmelhengst, Vater: Calido, Muttervater: Lincoln, zuvor von René Tebbel und Ludger Beerbaum geritten, zuletzt 2013 im internationalen Sport eingesetzt, Eigner: Madeleine Winter-Schulze[16]
- Montender (* 1994; † 2018), dunkelbrauner KWPN-Hengst, Vater: Contender, Muttervater: Burggraaf, beim CHIO Aachen 2010 aus dem Sport verabschiedet[17][18]

## Erfolge

### Championate
- Olympische Spiele:[19]
  - 2012, London: 6. Platz mit der Mannschaft und 23. Platz im Einzel mit Allerdings
  - 2016, Rio de Janeiro: 7. Platz mit der Mannschaft und 24. Platz im Einzel mit Yajamila
  - 2020, Tokio: Goldmedaille mit der Mannschaft und 4. Platz im Einzel mit King Edward

- Weltreiterspiele / Weltmeisterschaften:
  - 2014, Caen: 6. Platz mit der Mannschaft und 38. Platz in der Einzelwertung mit Gotha FRH
  - 2018, Mill Spring: Silbermedaille mit der Mannschaft mit Mary Lou
  - 2022, Herning: Goldmedaille im Einzel und mit der Mannschaft mit King Edward

- Europameisterschaften:
  - 2001, Gijón (Junge Reiter): Platz 18 in der Einzelwertung mit Chess
  - 2002, Kopenhagen (Junge Reiter): Platz 2 mit der Mannschaft und Platz 25 in der Einzelwertung mit Chess
  - 2009, Windsor:  Platz 8 mit der Mannschaft und Platz 46 in der Einzelwertung mit Montender
  - 2011, Madrid:  Platz 5 mit der Mannschaft und Platz 5 in der Einzelwertung mit Coupe de Coeur
  - 2013, Herning: 3. Platz mit der Mannschaft und 27. Platz in der Einzelwertung mit Gotha FRH
  - 2015, Aachen: 9. Platz mit der Mannschaft und 19. Platz in der Einzelwertung mit Gotha FRH
  - 2017, Göteborg: Silbermedaille mit der Mannschaft mit Mary Lou

### Weitere Erfolge
- 2007:
  - Großen Preis von Nieheim, Platz 1 (Enorm)
  - Großen Preis von Hagen, Platz 1 (Femme Fatale)
  - Championat von Oldenburg (Old.), Platz 2 (Femme Fatale)
  - Großer Preis von Oldenburg (Old.), Platz 4 (Catch me if you can)
  - Großer Preis von Vechta, Platz 4 (Catch me if you can)

- 2008:
  - Großer Preis von Warstein, Platz 4 (Al Bertino)
  - Großer Preis von Rulle, Platz 6 (Al Bertino)
  - Nationenpreis beim CHIO Aachen (CSIO 5*), Platz 5 (Enorm)

- 2009:
  - Teilnahme an den CSIO 5*-Nationenpreisen von St. Gallen, Rotterdam und Aachen

- 2010:
  - Großer Preis von Göteborg (CSI 5*-W), Platz 5 (Frodo)
  - Großer Preis von Mannheim (CSI 3*), Platz 3 (Frodo)
  - Großer Preis von Stockholm (CSI 3*), Platz 4 (Frodo)
  - Teilnahme an den CSIO 5*-Nationenpreisen von Abu Dhabi, St. Gallen, Rotterdam, Aachen, Hickstead und Dublin

- 2011:
  - Großer Preis von Nörten-Hardenberg (CSI 3*), Platz 3 (Paola)
  - Großer Preis von Verden (CSI 2*), Platz 3 (Paola)
  - Großer Preis von Hachenburg (CSI 3*), Platz 2 (Coupe de Coeur)
  - Championat von Paderborn (CSI 3*), Platz 1 (Paola)
  - Großer Preis von Paderborn (CSI 3* Riders Tour), Platz 1 (Paola)
  - Qualifikation zum Großen Preis von Hannover (CSI 3*), Platz 2 (Heraldo S)

- 2012:
  - Weltcupspringen von Leipzig, Platz 5 (Allerdings)
  - Championat von Balve (CSI 2*), Platz 2 (Quibell)
  - Teilnahme an den CSIO 5*-Nationenpreisen von La Baule und Rom
  - Weltcupspringen in Mechelen (CSI 5*-W), Platz 1 (Gotha)

- 2013:
  - Weltcupfinale 2013: 8. Platz mit Gotha FRH
  - Großer Preis von Estoril (CSI 5*), 1. Platz mit Gotha FRH
  - Teilnahme am CSIO 5*-Nationenpreis von Rom

- 2014:
  - Großer Preis von Hongkong (CSI 5*), 1. Platz mit Gotha FRH
  - Teilnahme an den CSIO 5*-Nationenpreisen von Lummen und Dublin
  - 3. Platz im Nations-Cup-Finale in Barcelona (CSIO 5*) mit Cantinero

- 2015:
  - Großer Preis von Hongkong (CSI 5*), 2. Platz mit Gotha FRH
  - Großer Preis von Braunschweig (CSI 4*), 2. Platz mit For Sale
  - Großer Preis von Rom (CSIO 5*), 1. Platz mit Cantinero
  - Großer Preis von Falsterbo (CSIO 5*), 2. Platz mit Cantinero
  - Teilnahme an den CSIO 5*-Nationenpreisen von Rom (3. Platz mit Cantinero), Rotterdam (3. Platz mit Cantinero) und Falsterbo (2. Platz mit Cantinero) sowie am Nations-Cup-Finale (7. Platz mit Cantinero)
  - Großer Preis von Riesenbeck (CSI 2*), 2. Platz mit Sansibar
  - Großer Preis der Beijing Masters (CSI 3* Peking-Nationalstadion), 2. Platz mit Cincitty
  - Weltcupspringen von Verona (CSI 5*-W), 2. Platz mit Cantinero

- 2016:
  - Badenia (Großer Preis des CSI 3* Maimarkt-Turnier Mannheim), 2. Platz mit Gotha FRH
  - Championat von Balve (CSI 2*), 2. Platz mit Chacanno
  - Teilnahme an den CSIO 5*-Nationenpreisen von Rotterdam (4. Platz mit Yajamila) und Falsterbo (2. Platz mit Yajamila)
  - Teilnahme am Weltcup-Finale in Göteborg

- 2017: Springreitweltcup Finale in Omaha – Platz 3 mit Toveks Mary Lou[20]
- 2018: Springreitweltcup Finale in Paris – Platz 3 mit Toveks Mary Lou[20]
- 2023: Springreitweltcup Finale in Omaha NE (USA) – Platz 1 mit King Edward[20]
- 2024: Springreitweltcup Finale in Riad (KSA) – Platz 1 mit King Edward[20]

## Belege
1. ↑  Springreiter Henrik von Eckermann im Portrait. 21. April 2022, abgerufen am 16. November 2023.
2. 1 2  Werdegang von Henrik von Eckermann. Offizielle Website von Ludger Beerbaum, abgerufen am 23. August 2010.
3. ↑  Alltech FEI European Championship for Jumping, Windsor 2009. Team Competition, Final result. FEI, S. 3, ehemals im Original (nicht mehr online verfügbar); abgerufen am 24. August 2010 (englisch, PDF). (Seite nicht mehr abrufbar. Suche in Webarchiven)  Info: Der Link wurde automatisch als defekt markiert. Bitte prüfe den Link gemäß Anleitung und entferne dann diesen Hinweis.
4. ↑  Olympische Sommerspiele 2012, Ergebnis Springreiten Einzelwertung
5. ↑  Henrik von Eckermann zieht nach Bonn (Memento des Originals vom 2. September 2016 im Internet Archive)  Info: Der Archivlink wurde automatisch eingesetzt und noch nicht geprüft. Bitte prüfe Original- und Archivlink gemäß Anleitung und entferne dann diesen Hinweis., Reiter Revue International, 31. August 2016
6. ↑  FEI-Pferdedatenbank: King Edward. Abgerufen am 16. November 2023.
7. ↑  FEI-Pferdedatenbank: Calizi. In: FEI. Fédération Équestre Internationale, abgerufen am 16. November 2023 (englisch).
8. ↑  FEI-Pferdedatenbank: Glamour Girl. Abgerufen am 16. November 2023.
9. ↑  FEI-Pferdedatenbank: Iliana. Abgerufen am 16. November 2023.
10. ↑  FEI-Pferdedatenbank: Cantinero
11. ↑  FEI-Pferdedatenbank: Yajamila
12. ↑  FEI-Pferdedatenbank: Frodo 36 (Seite nicht mehr abrufbar, festgestellt im März 2018. Suche in Webarchiven)  Info: Der Link wurde automatisch als defekt markiert. Bitte prüfe den Link gemäß Anleitung und entferne dann diesen Hinweis.
13. ↑  FEI-Pferdedatenbank: Allerdings (Seite nicht mehr abrufbar, festgestellt im März 2018. Suche in Webarchiven)  Info: Der Link wurde automatisch als defekt markiert. Bitte prüfe den Link gemäß Anleitung und entferne dann diesen Hinweis.
14. ↑  alte FEI-Erfolgsdatenbank: Allerdings (Seite nicht mehr abrufbar, festgestellt im März 2018. Suche in Webarchiven)  Info: Der Link wurde automatisch als defekt markiert. Bitte prüfe den Link gemäß Anleitung und entferne dann diesen Hinweis.
15. ↑  Springpferde Catoki und Allerdings nach Dänemark verkauft, St. Georg, 8. Januar 2013
16. ↑  FEI-Pferdedatenbank: Coupe de Coeur (Seite nicht mehr abrufbar, festgestellt im März 2018. Suche in Webarchiven)  Info: Der Link wurde automatisch als defekt markiert. Bitte prüfe den Link gemäß Anleitung und entferne dann diesen Hinweis.
17. ↑  FEI-Pferdedatenbank: Montender 2 (Seite nicht mehr abrufbar, festgestellt im März 2018. Suche in Webarchiven)  Info: Der Link wurde automatisch als defekt markiert. Bitte prüfe den Link gemäß Anleitung und entferne dann diesen Hinweis.
18. ↑  Montender aus dem Sport verabschiedet, St. Georg, 19. Juli 2010
19. ↑  Wichtige Erfolge von Henrik von Eckermann auf der Internetseite der FEI
20. 1 2 3 4  FEI-Datenbank

| Personendaten    | Personendaten             |
| ---------------- | ------------------------- |
| NAME             | Eckermann, Henrik von     |
| KURZBESCHREIBUNG | schwedischer Springreiter |
| GEBURTSDATUM     | 25. Mai 1981              |
| GEBURTSORT       | Schweden                  |